# Anacampseros albidiflora
Anacampseros albidiflora és una espècie de planta suculenta del gènere Anacampseros, que pertany a la família Anacampserotaceae.
No s'ha de confondre amb Anacampseros albiflora, que és un basiònim d'Anacamseros nebrownii.

## Descripció
És una petita planta suculenta, amb les tiges en columnes erectes de fins a 4 cm d'alçada, extremadament peludes.
Les petites fulles arrodonides tenen lleugeres puntes corbades cap avall. Els pèls llargs (fins a 2 cm), blancs i arrissats, s'estenen més enllà que les seves petites fulles, cobrint-les. Les fulles, 7 mm de llarg i 5mm d'ample, són de color vermell-verd, arrodonides (obovades), densament compactes. A diferència d'Anacampseros subnuda, les seves fulles més velles no es tornen calves.
Les flors són de color rosa pàl·lid a blanquinós, cadascuna amb aproximadament 25 estams.
Sovint es confon amb les espècies relacionades, Anacampseros arachnoides, una altra Anacampseros peluda amb una distribució similar (tot i que afavoreix hàbitats lleugerament més humits). No obstant això, les fulles d'A. Els aracnoides són ovoides, amb minúsculs punts acuminats, i es disposen en una espiral de 2/5, mentre que les fulles d'Anacampseros albidiflora són obovoides-arrodonides a truncades i es disposen en espiral de 3/8 (semblants a les de Anacampseros subnuda o Anacampseros filamentosa).

## Distribució

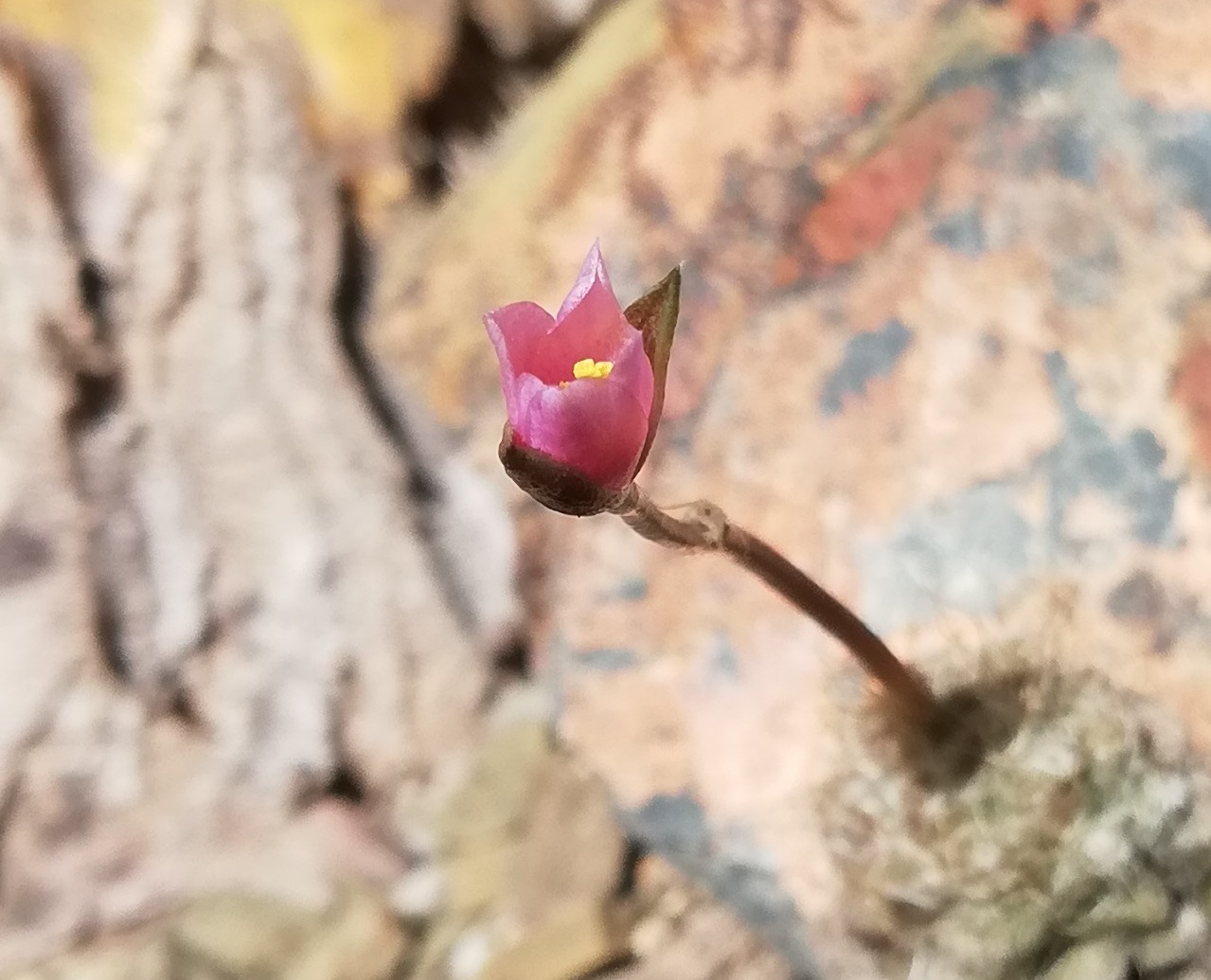
Flor

Planta endèmica del Petit Karoo i el Gran Karoo, a les províncies del Cap Occidental i Cap Oriental de Sud-àfrica.

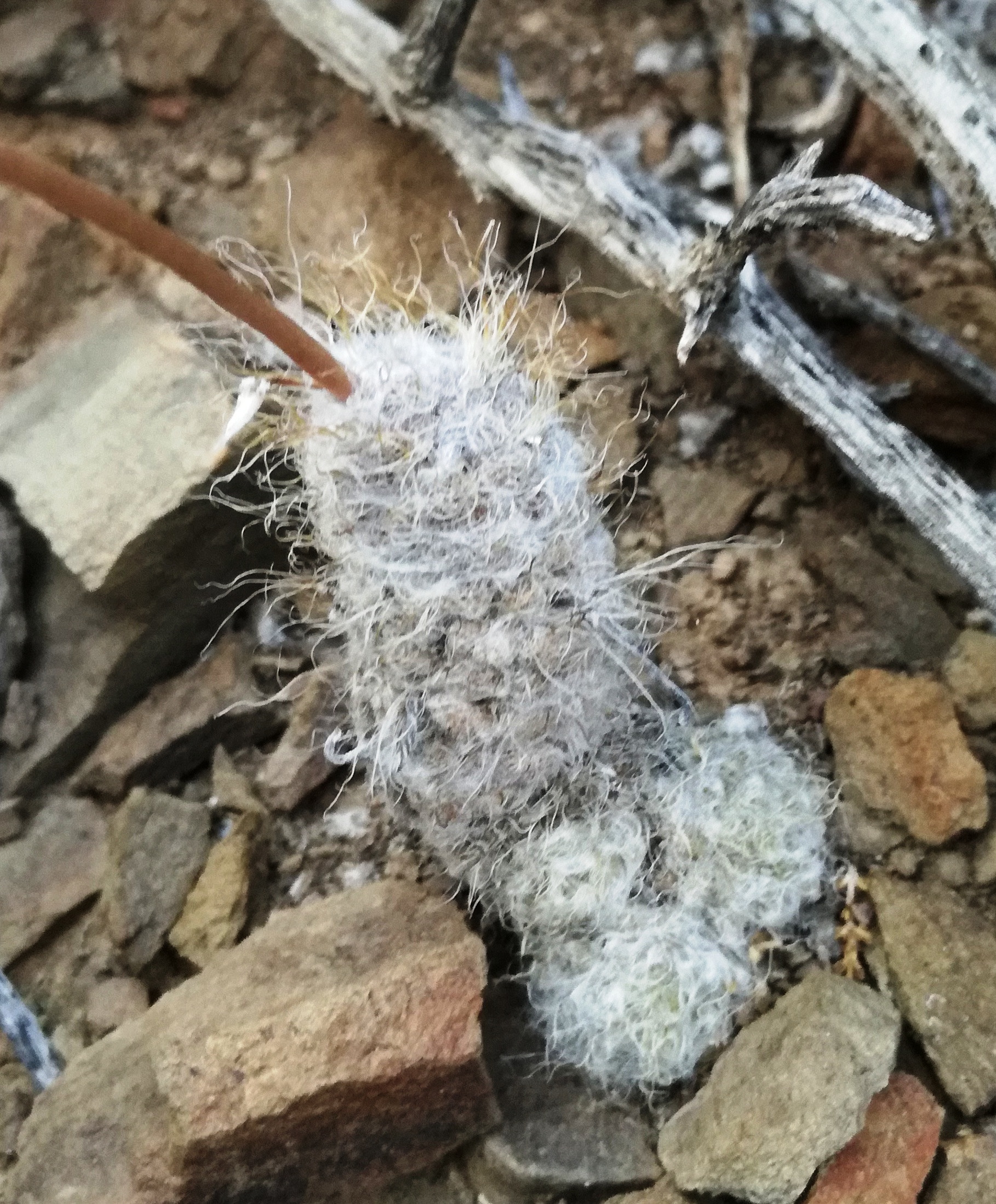
Anacampseros albidiflora

## Taxonomia
Anacampseros albidiflora va ser descrita per Karl von Poellnitz (Poelln.) i publicada a Repert. Spec. Nov. Regni Veg. 26: 243 (1929).
Etimologia
Anacampseros: nom genèric que deriva de les paraules gregues: Anakampto = 'recuperar' i eros = 'amor'.
albidiflora: epítet llatí que significa 'dos flors blanques'.